# لنا گرانهاگن
لنا گرانهاگن (سوئدی: Lena Granhagen؛ زادهٔ ۷ ژانویهٔ ۱۹۳۸) بازیگر و خواننده اهل سوئد است.
از فیلم‌ها یا برنامه‌های تلویزیونی که وی در آن نقش داشته‌است می‌توان به گربه‌ها و بچه‌های مرد شیشه‌گر اشاره کرد.